# Hipokamp
Hipokamp (grč. Ἱππόκαμπος) je mitološko biće iz grčke mitologije vezano uz vodu, sluga boga mora Posejdona i nimfe Amfitrite, njegove družice.

## Opis
Hipokamp je biće polukonj, a poluriba. Ima tijelo i prednje noge konja na kojima su peraje, dok mu je druga polovica tijela riblja. Svijetlo je plave boje, te modre grive, očiju i ribljeg repa. 

## Karakteristike
Hipokamp je zamišljen kao biće iz potrebe da se spoje dvije najvažnije uloge boga Posejdona: more i konji.
Po hipokampu je nazvan jedan dio ljudskog mozga, te je latinski naziv za morskog konjica Hippocampus.
U strateškoj računalnoj igri Age of Mythology javlja se kao biće koje služi za istraživanje mora.

## Mitologija
Na vjenčanju Posejdona i Amfitrite, bisernu kočiju u kojoj je sjedjela Amfitrita, vukla su dva hipokampa, dok je Posejdon jahao na onome desnome. Hipokampi su uvijek bili na usuzi ovima božanstvima, noseći ih u bilo koji predio njihovog golemog morskoga carstva.